# Демянский щит
«Демянский щит» (нем. Ärmelschild Demjansk) — награда, памятный знак нацистской Германии, был учреждён 25 апреля 1943 года. Введение знака подчеркивало стойкость солдат вермахта и СС, сражавшихся в Демянском котле. Для получения щита необходимо было воевать там в период с 8 февраля по 21 апреля 1942 года. Окружённую группировку возглавлял Вальтер Брокдорф-Алефельд.
Бои отличались ожесточённостью, скудностью боевого, продуктового, медицинского снабжения войск (более двух месяцев все поставки шли только по воздушному мосту); осложнялись продолжительными и крайне суровыми морозами. Вдобавок к моменту замыкания окружения немецкие войска оборонялись на растянутом фронте Демянского выступа уже несколько месяцев, и их силы были значительно истощены.
Согласно архивным данным обеих сторон, немцам удалось, используя тактику активной обороны, противостоять частям кратно превосходящего противника, особенно в живой силе.
«Демянским щитом» награждались также проявившие себя в окружении члены организации Тодта, хиви, наземный и лётный персонал люфтваффе, солдаты союзных Германии войск, солдаты полевой жандармерии.

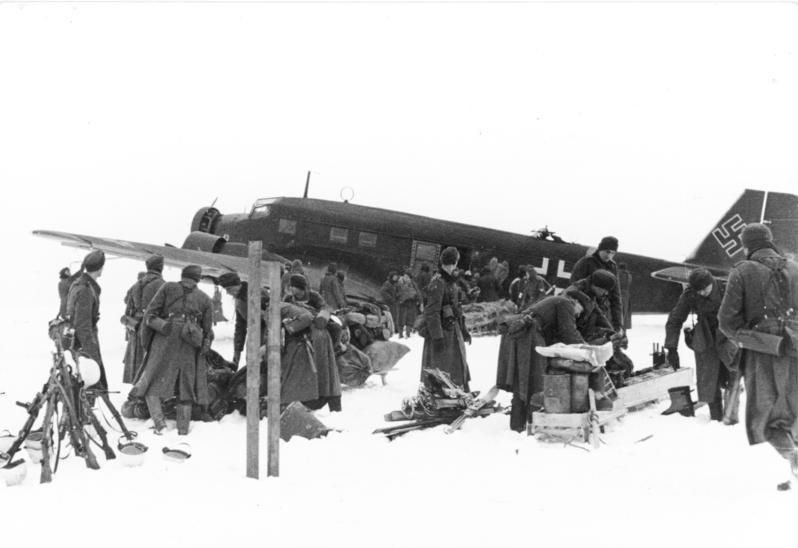
Всё снабжение котла осуществлялось через «воздушный мост»

## Критерии награждения
- Сухопутные части — 60 и более дней боёв в котле.
- Ранение или серьёзное обморожение.
- Для пилотов — 50 боевых или транспортных вылетов в зону Демянского котла.

## Описание знака
Ранние партии щита изготавливались из цинка с серебристым покрытием (позже в целях экономии целиком из цинка). Сверху был изображён символ III рейха — орёл со свастикой. По бокам от него находились два ДЗОТа. Под ними шла надпись «DEMJANSK». В центральной части щита изображались два скрещённых меча и самолёт во фронтальной проекции. Под мечами стояла дата — 1942. Могли быть отличия в лопастях самолёта (прямые и изогнутые).
Размеры — 90×51 мм. Вес — 16 граммов (щит из цветных металлов), около 35 граммов (щит из цинка).
Знак носился только на мундире в верхней части левого рукава выше знаков различия военнослужащих.

## Версия 1957 года

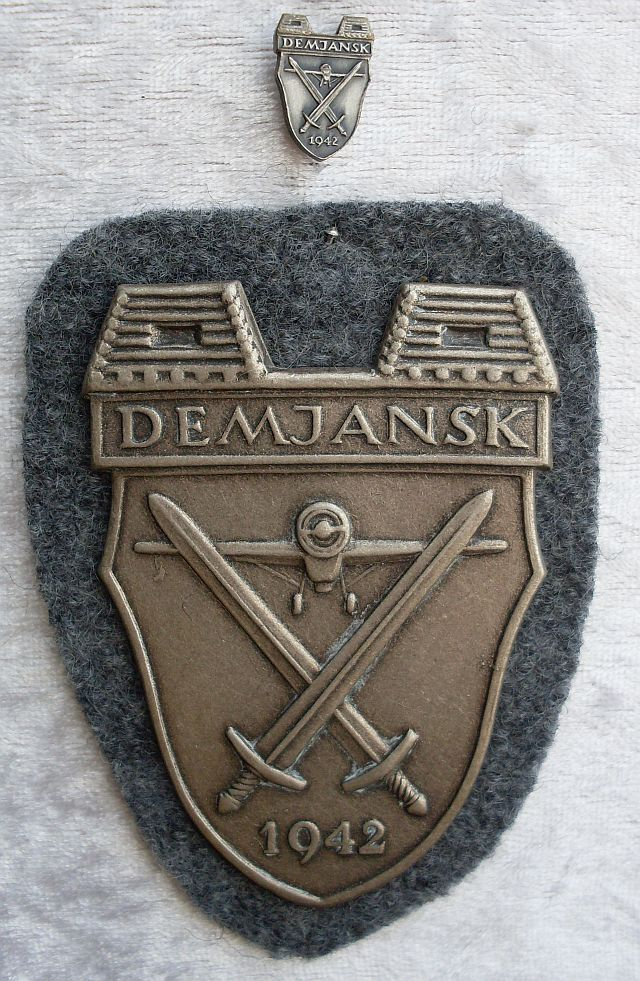
Денацифицированная версия 1957 г., сверху — мини-значок для ношения на лацкане.

В 1957 г. разрешена к ношению денацифицированная версия, с которой был удалён орёл со свастикой.